# Abanna kondre
Abanna kondre es una región y pequeňa localidad a orillas del río Surinam a unos 8 km al norte del Embalse Brokopondo en la zona central de Surinam. Se encuentra ubicada en el distrito de Brokopondo, a unos 60 m sobre el nivel del mar. Su población es aproximadamente 500 habitantes.
Se encuentra a unos 60 km al sur de Paramaribo. Dentro se encuentra el pueblo Asigron al río y la plantación antigua Victoria y más tarde al mismo lado la compañía agrícola Victoría.